# Église Notre-Dame-du-Rosaire de Vladimir
Pour les articles homonymes, voir Église Notre-Dame-du-Rosaire.
L'église du Saint-Rosaire de la Bienheureuse Vierge Marie ou Notre-Dame-du-Rosaire est une église catholique située à Vladimir en Russie, dans l'archidiocèse de Russie d'Europe, dont le siège est à Moscou.

## Histoire

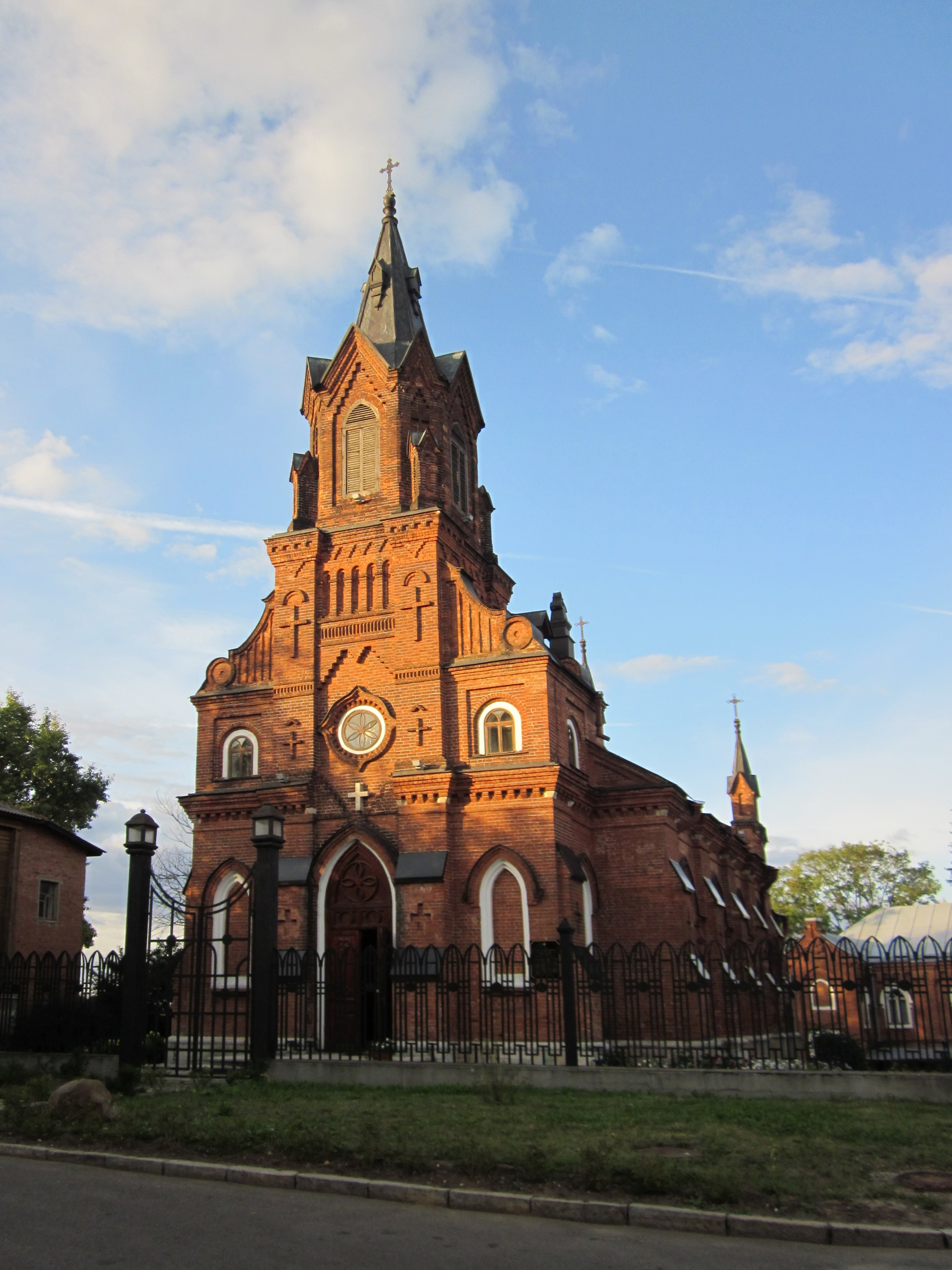
Façade de l'église Notre-Dame-du-Rosaire en août 2011

Une paroisse catholique supplémentaire fut autorisée à Vladimir en 1891, avec permission de construire une église rue Koutkine (aujourd'hui rue Gogol, n° 12). La ville comptait à l'époque 25 000 habitants en majorité orthodoxes. La construction de cet édifice néo-gothique fut achevée au début de l'année 1894, pour une communauté d'un millier de fidèles d'origine polonaise ou allemande. Elle fut consacrée à Notre-Dame du Rosaire.
L'église continua d'accueillir des cérémonies liturgiques de façon épisodique après la Révolution d'Octobre, mais fut fermée en 1930. Néanmoins, on ne démolit pas son clocher, car il était utilisé comme relai de radiodiffusion. En 1970, l'église servit de salle d'expositions. La messe fut à nouveau célébrée au début des années 1990 et, en 1992, la communauté paroissiale fut à nouveau officiellement enregistrée et l'église fut rendue au diocèse. Le presbytère fut restauré en 1996. Des activités sociales et une librairie religieuse y sont organisées.

## Sources
- (ru) Cet article est partiellement ou en totalité issu de l’article de Wikipédia en russe intitulé « Храм Святого Розария (Владимир) » (voir la liste des auteurs).